# Бафомет
Вижте пояснителната страница за други значения на Бафомет.
Бафомет (на латински: Baphometh, Baffometi, на окситански:Bafometz) е сумарен образ на астрален идол, божество, което рицарите Тамприлиери  са обвинени, че почитат. Последователите му считат, че съдържа в себе си мъдрост и познание на висше ниво в пряка връзка със сътворението на човешкото същество и неговата сложна и многообразна същност.

## История
За първи път името Бафомет се споменава още в 11 век от хроникьор на Първия кръстоносен поход, по-късно се появява около 1195 г. в поемата на окситански „Senhors, per los nostres peccatz“ на трубадура Гаводан. Около 1250 г. стихотворение, което оплаква седми кръстоносен поход, също споменава Бафомет. Това е и заглавието на една от четирите оцелели глави, превод на окситански на ранните творби на Раймонд Лулий „Libre de la doctrina pueril“.
Около 1307 г. след ареста на рицарите Тамплиери във Франция името Бафомет се споменава в различни документи. След разпитите от инквизицията, в написани признания се установява, че тамплиерите организират тайни ритуали, на които се прекланят пред образа на същество, наречено Бафомет. Описанието на това същество се различава в различните показания, запазени в записките на съдилищата. Едни го оприличават на козел, други на котка, а трети на неопределено същество с три лица. Не са известни всички детайли и подробности относно тълкуването на този мистичен образ. Впоследствие те са обвинени в ерес, идолопоклонничество и магьосничество. Доста от Тамплиерите са освободени и преминават в други Ордени.
През 1861 г. френският окултист Елифас Леви включва в книгата си рисунка на Бафомет. Тя представлява същество с тяло на човек и глава на коза, с факел на главата и звезда на челото, притежаващо едновременно женски гърди и кадуцей вместо мъжки атрибут.